# Odumírání výhonků smrku
Odumírání výhonků smrku je houbová choroba rostlin způsobená houbou Sirococcus conigenus z řádu čárovkotvaré (Diaporthales).
Patogen byl poprvé pozorován Hartigem (1894) v Německu. Peace (1962) naznačuje, že Sirococcus conigenus na borovici se může lišit od odrůdy Sirococcus conigenus kterou lze nalézt na smrku. Podobný názor vyjádřil O `Brien (1973). Illingworth (1973) v Britské Kolumbii dospěl k závěru, že existují geografické rozdíly založené geneticky, v náchylnosti na S. conigenus.

## EPPO kód
SIROCO

## Synonyma patogena

### Vědecké názvy
Podle EPPO a biolib.cz je pro patogena s označením Sirococcus conigenus používáno více rozdílných názvů, například Ascochyta parasitica nebo Sporonema strobilinum. 

## Zeměpisné rozšíření
Evropa, Severní Amerika

### Výskyt v Evropě
Británie, Rakousko, ČR

### Výskyt v Česku
V České republice je S. conigenus nalézán na smrku (Picea pungens), a má za následek velký výskyt infekce v oblastech znečištěného ovzduší (Soukup, 1994).

## Hostitel
- smrk (Picea)
- borovice (Pinus)[4]
- jedlovec[1]
- douglaska tisolistá[1]
- jedle[1]
- modřín[1]

## Příznaky
Mezi první příznaky infekce patří malá červenavá zranění a malé kapičky pryskyřice na místech infekce. Hynoucí výhonky lze pozorovat od června do srpna.
Choroba se může projevovat anomáliemi větvení. Zbarvení v létě rašících (jánských) výhonů se mění na bledě zelenou a lámou se, vadnoucí zůstávají viset. Následně zhnědnou a většinou během několika týdnů opadnou. Na podzim se na kůře uhynulých výhonů vyvíjejí hnědé a černé plodničky.

### Možnost záměny
Příznaky lze zaměnit s napadením plísní šedou (botrytida).

## Biologie
Patogen Sirococcus přezimuje na napadených výhonech a jehlicích a semenech. Při deštivém počasí na jaře a v létě, současně s novým růstem jehličnanů dochází k infekci. Infekce často způsobuje, že výhony se zkroutí směrem dolů. Léze se šíří a výhonky hynou.

## Význam
Toto onemocnění je nejškodlivější na menších stromech a dřevinách v podrostu, které jsou v blízkosti větších infikovaných stromů. Škody na velkých stromech se obvykle omezuje na nižší větve a nemá podstatný dopad na celkový zdravotní stav hostitele.  V Minnesotě, toto onemocnění nejvážněji postihuje borovice (nqpř. Pinus resinosa) a smrk pichlavý (Picea pungens). Houba napadá nové výhonky (rašící), kterým způsobuje hnědnutí a zasychání. Může také způsobit hynutí sazenic.

## Šíření
Spóry jsou šířeny rozstřikujícími se dešťovými kapkami a k většině nových infekcí dochází na vzdálenost několik yardů od infikovaných dřevin.

## Ochrana rostlin

### Prevence
Je uváděna závislost mezi výživou (zejména Mg) a napadením. Vhodný je dobře provedený průklest a výběr lokality.

### Chemická ochrana
Fungicid s obsahem chlorthalonil (obchodní název Daconil 2787, víceúčelový fungicid). Obecně platí, že dvě aplikace chlorthalonilu postačují pro kontrolu choroby. První aplikace by měla být na jaře, kdy jsou nové výhony ½ až 2 palce na délku. Druhá aplikace by měla být o tři až čtyři týdny později. Pokud příznivé podmínky pro infekci přetrvávají, může být aplikován třetí postřik tři až čtyři týdny po druhém .

### Agrotechnická opatření
Je třeba odstranit z infikovaných dřevin výhonky a větve během suchého počasí. Při sázení stromů dodržet spon.